# Гелле Спарре
Гелле Спарре (дан. Helle Sparre; нар. 30 червня 1956) — колишня данська тенісистка.
Здобула 1 парний титул туру WTA.
Найвищим досягненням на турнірах Великого шолома було 3 коло в одиночному та парному розрядах.

## Фінали турнірів WTA

### Парний розряд:1 перемога
| Результат | Дата     | Турнір           | Рівень             | Покриття | Партнерка     | Суперниці                         | Рахунок  |
| --------- | -------- | ---------------- | ------------------ | -------- | ------------- | --------------------------------- | -------- |
| Перемога  | Сер 1978 | U.S. Clay Courts | Colgate Series (A) | Ґрунт    | Гелена Анліот | Барбара Геллквіст Шейла Макінерні | 6–1, 6–3 |